# Métallophone

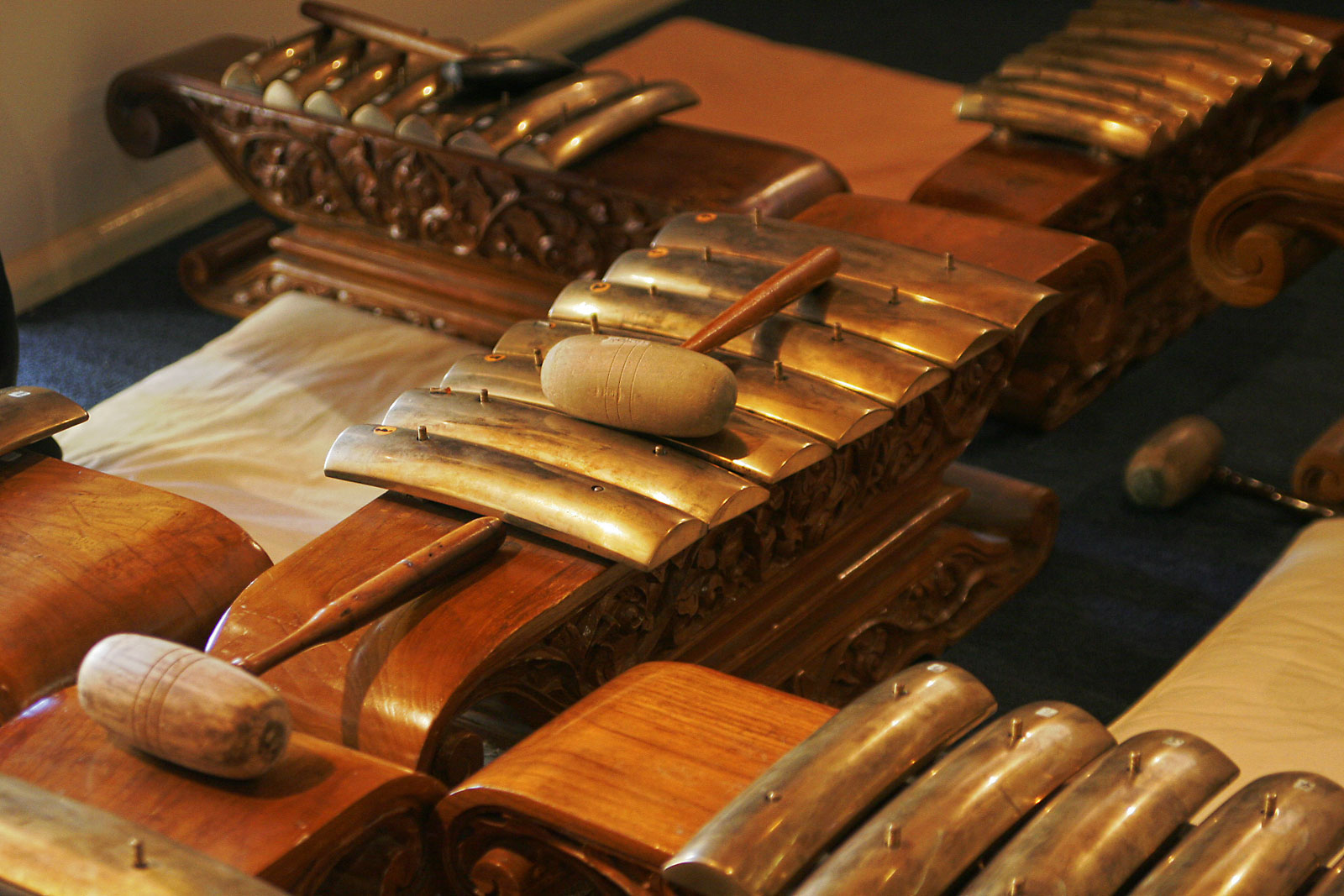
Métallophone indonésien

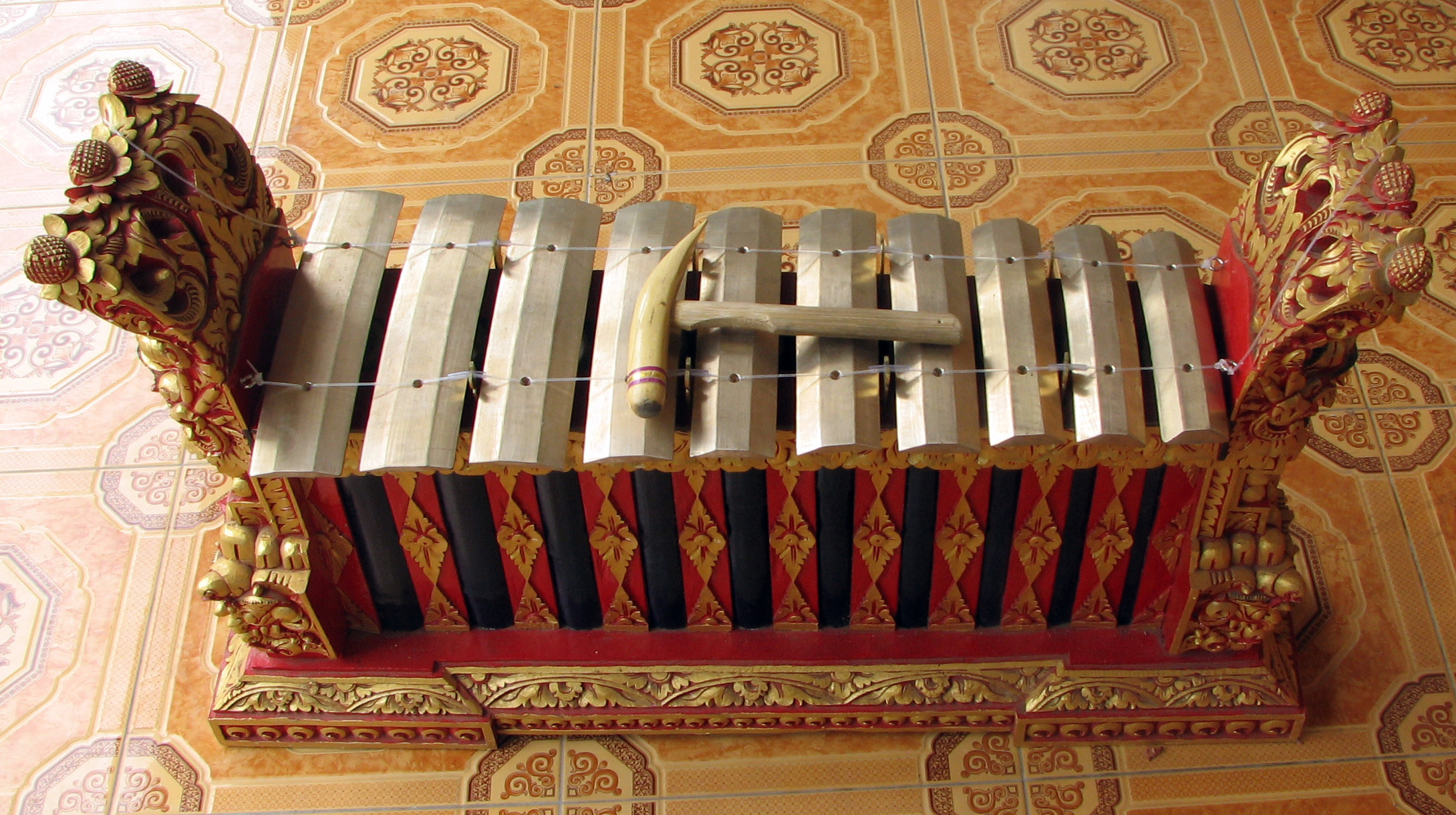
Saron (métallophone indonésien, Bali).

Un métallophone est un instrument idiophone mélodique composé d'un jeu de lames ou de plaques de métal mises en vibration par percussion. Le terme est apparu au XIXe siècle, une dizaine d'années après « xylophone », néologisme inventé pour désigner un instrument aux lames de bois.
Les métallophones européens les plus connus sont le glockenspiel et le vibraphone.
En Asie du Sud-Est, on trouve le saron, le selantan.